# Dalima subflavata
Dalima subflavata är en fjärilsart som beskrevs av Felder 1873. Dalima subflavata ingår i släktet Dalima och familjen mätare. Inga underarter finns listade i Catalogue of Life.

## Bildgalleri

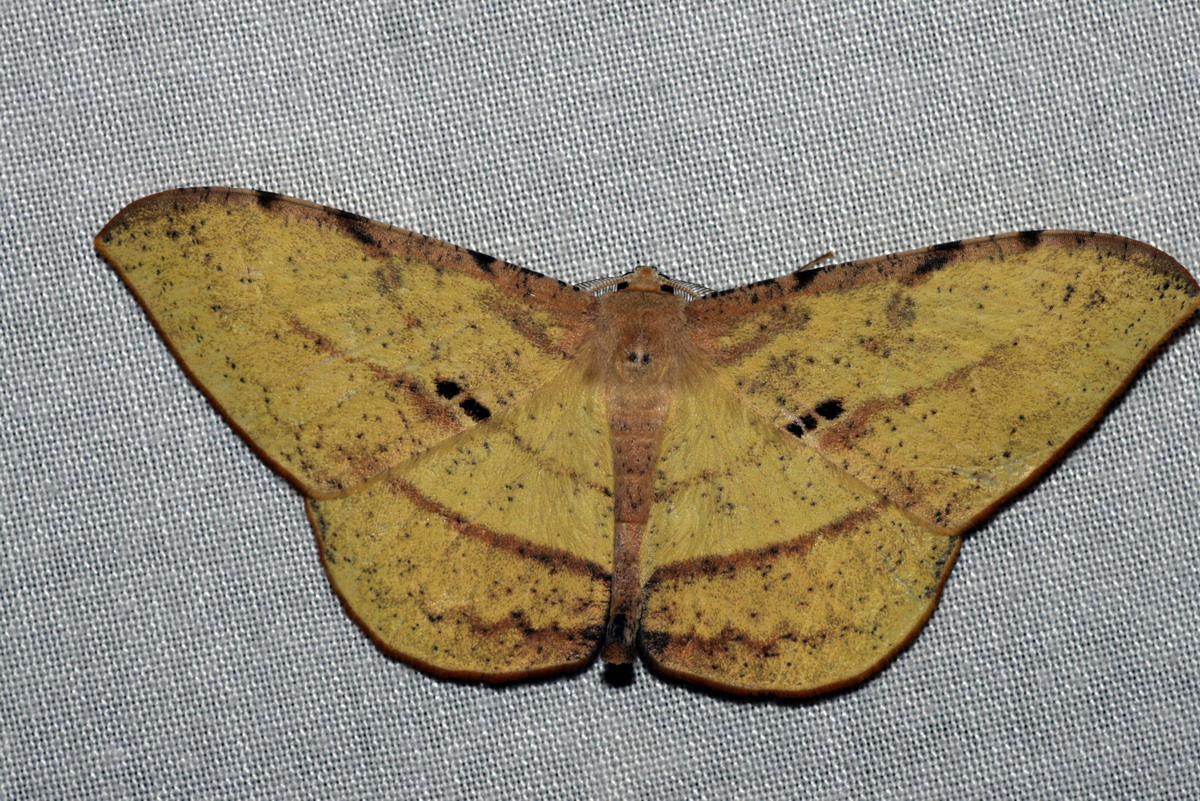